# Daniël Knegt
Daniël Knegt (Hazerswoude-Dorp, 23 augustus 1983) is een Nederlands judoka die heeft deelgenomen aan de Paralympische spelen 2024. Knegt komt uit in de J1 +90 kg klasse.

## Loopbaan
Daniël Knegt was tot 2005 als technisch specialist werkzaam bij de 11de luchtmobiele brigade. Hij werd blind bij een oefening in Frankrijk, nadat hij uit een jeep werd geslingerd die vervolgens op zijn hoofd terechtkwam. De jeep waarin hij zat hobbelde en bonkte over moeilijk begaanbaar terrein. Na maanden van regen zaten er diepe spoelgaten in de weg. Knegt kan hij zich niet herinneren van het ongeluk en weet ook niet hoe het ongeluk gebeurt is, maar waarschijnlijk is de chauffeur van de auto uitgeweken voor een rots en is de jeep daarbij in een groot gat in de weg gekomen en omgerold. Van horen zeggen weet hij dat het Luchtmobiel Speciaal Voertuig over de kop is geslagen en dat hij met zijn hoofd tussen de rotsen en de jeep is beland. Hiernaa heeft Knegt nog drie en een halve week in coma gelegen, zijn hoofd was verbrijzeld en dertig kilo afgevallen wat geen vet was. Hierdoor is Knegt slechtzient. Buiten de mat draagt hij meestal een donkere zonnebril, maar tijdens wedstrijden heeft hij die niet op. Op de tatami is duidelijk dat hij hem niet gebruikt voor zijn eigen zicht, maar om de buitenwereld het zicht op de littekens die erachter schuilgaan te ontnemen.
Na twee jaar is Knegt grotendeels hersteld. Voor het ongeluk was hij een sporter en tijdens zijn revalidatie pakt Knegt de draad weer op. Het lukt Knegt tot de top te komen met judo. Judoka Chris de Korte begeleidt hem. Een schouderblessure zorgt ervoor dat Knegt niet naar de Paralympische Zomerspelen 2012 gaat. Na deze teleurstelling gaat Knegt wat nieuws proberen: Paratriatlon, zwemmen, tandemfietsen en hardlopen. Het staat nog niet op het programma voor mannen deze P5 klasse waarbij een tandem mogelijk is, wel voor vrouwen waardoor de Paralympische Zomerspelen 2016 geen optie zijn, hierdoor besluit Knegt om zich vooral te focussen op het tandemfietsen naast de sporten zwemmen en hardlopen die ook beoefend worden. De kwalificatie werd niet afgedwonnen en Knegt gaat niet naar de spelen. Het doel is daarom ook om zich te plaatsen voor de Paralympische Zomerspelen 2020, dit lukt echter weer niet.
Het judo wordt weer voor de lokopgepakt. Het blijkt dat Knegt het nog niet verleerd is en verlegt zijn ambities. Voor de kwalificatieperode van de Paralympische Zomerspelen 2024 eindigde Knegt als nummer zeven op de wereldranglijst. Maar de top zes van de wereld krijgt een rechtstreeks ticket voor de Paralympische spelen 2024. Nederland vroeg een wildcard aan om Knegt toch deel te laten nemen. De wildcard is goedgekeurd en officeel officieel bevestigd aan NOC*NSF en de JBN, en dus mag Knegt zich opmaken voor zijn eerste Paralympische spelen 2024. Voor het eerst sinds 2008 zal Nederland op de Paralympische Spelen vertegenwoordigd worden door een judoka na Sanneke Vermeulen.
Vanwege het aantal deelnemers in zijn poule, acht in totaal, startte Knegt direct in de kwartfinale. Hierin nam Knegt het op tegen de regerend Europees kampioen de Moldaviër Ion Basic. Een lastige tegenstander, waarbij het altijd gelijk op gaat tegen elkaar. Ditmaal was Basoc te sterk. Na 40 seconden scoorde hij namelijk de eerste waza-ari met een beenworp, twintig seconden later volgde het tweede punt helaas. Dat betekent dat Knegt zich op mag maken voor de herkansing. Hierin treft hij Ilham Zakiyev uit Azerbeidzjan. Zijn tegenstander heeft al aan zes Paralympische Spelen deelgenomen en bij vijf daarvan viel hij in de prijzen. Knegt startte goed, maar beiden vielen te weinig aan. Na één minuut kregen ze daarom een shido, nog eens een minuut later ontving zijn tegenstander een tweede shido. Knegt bleef ondertussen inzetten maken en zat dicht bij een score. De overwinning, met een score of op basis van drie straffen, was dus dichtbij. Maar voor het zover was, sloeg Ilham Zakiyev toe. Hij kreeg Knegt in een houdgreep en ontsnappen was niet meer mogelijk. Daarmee eindigt hij de Paralympische Spelen met een zevende plek.

## Resultaten[6]

### Paralympische Spelen
| Jaar | Plaats | J1 +90 kg |
| ---- | ------ | --------- |
| 2024 | Parijs | 7         |

## Tarivia
Knegt is vader van drie kinderen.

## Onderscheidingen
- Paralympisch sporter van de gemeente Alphen aan den Rijn: 2018[7]